# Emily Martin
Emily Martin (* 9. Mai 1979 in Melbourne) ist eine ehemalige australische Ruderin. 2001 und 2005 war sie Weltmeisterin im Achter.

## Sportliche Karriere
Bei den U23-Weltmeisterschaften 1998 gewann Emily Martin den Titel im Vierer ohne Steuerfrau. 1999 trat sie erstmals bei den Weltmeisterschaften in der Erwachsenenklasse an und belegte den fünften Platz mit dem australischen Achter. Im Ruder-Weltcup 2000 belegte der australische Achter zweimal den dritten Platz. Vor heimischem Publikum bei den Olympischen Spielen in Sydney erreichte das Boot wie bei den Weltmeisterschaften im Vorjahr den fünften Platz. Bei den Weltmeisterschaften 2001 trat Emily Martin in zwei Bootsklassen an: Mit Kristina Larsen belegte sie den vierten Platz im Zweier ohne Steuerfrau, beide Ruderinnen saßen auch im Achter, der den Titel gewann. 2002 trat Martin nur im Zweier an, zusammen mit Monique Heinke belegte sie den sechsten Platz bei den Weltmeisterschaften in Sevilla.
Nach einer längeren Pause kehrte Emily Martin 2005 auf die Regattastrecken zurück. Mit Robyn Selby Smith, Pauline Frasca und Kate Hornsey siegte sie bei den Weltmeisterschaften in Gifu im Vierer ohne Steuerfrau; die vier Ruderinnen waren auch Mitglied des australischen Achters, der ebenfalls den Titel gewann. Bei den Ruder-Weltmeisterschaften 2006 in Eton trat Martin ebenfalls in zwei Bootsklassen an: Mit Sarah Heard belegte sie den neunten Platz im Zweier ohne Steuerfrau und mit dem Achter gewannen Heard und Martin die Bronzemedaille. Zum Abschluss ihrer Karriere erkämpfte Emily Martin zusammen mit Phoebe Stanley, Katelyn Gray und Victoria Roberts bei den Weltmeisterschaften 2007 die Bronzemedaille im Vierer ohne Steuerfrau.
Die 1,81 m große Emily Martin ruderte für den Wendouree Ballarat RC.